# Rezerwat przyrody Czarci Staw
Rezerwat przyrody Czarci Staw – torfowiskowy rezerwat przyrody położony w gminie Złotów, powiecie złotowskim (województwo wielkopolskie). Jest położony około 1 km na północny wschód od Złotowa.
Powierzchnia: 4,91 ha. Obszar rezerwatu podlega ochronie czynnej.
Został utworzony w 1990 roku w celu ochrony torfowiska mszarnego z turzycą strunową i turzycą torfową (Carex chordorrhiza i Carex heleonastes).

## Podstawa prawna
- Zarządzenie Ministra Ochrony Środowiska, Zasobów Naturalnych i Leśnictwa z dnia 26 listopada 1990 r. w sprawie uznania za rezerwaty przyrody (M.P. z 1990 r. nr 48, poz. 366)
- Obwieszczenie Wojewody Wielkopolskiego z dn. 4.10.2001 r. w sprawie ogłoszenia wykazu rezerwatów przyrody utworzonych do dn. 31.12.1998 r.
- Zarządzenie Nr 3/11 Regionalnego Dyrektora Ochrony Środowiska w Poznaniu z dnia 8 marca 2011 r. w sprawie rezerwatu przyrody „Czarci Staw”
- Zarządzenie Regionalnego Dyrektora Ochrony Środowiska w Poznaniu z dnia 8 września 2017 r. zmieniające zarządzenie w sprawie rezerwatu przyrody „Czarci Staw”